# بات كونروي
بات كونروي (بالإنجليزية: Pat Conroy)‏ هو اقتصادي وسياسي أسترالي، ولد في 10 مايو 1979 في سيدني في أستراليا. حزبياً، نشط في حزب العمال الأسترالي. وقد انتخب عضو مجلس النواب الأسترالي عن دائرة Division of Shortland ‏ (2 يوليو 2016 – ) وانتخب عضو مجلس النواب الأسترالي عن دائرة Division of Charlton ‏ (7 سبتمبر 2013 – 2 يوليو 2016).